# Gnadschütz
Gnadschütz ist ein mit dem Ortsteil Altkirchen der Stadt Schmölln verschmolzenes Dorf im Landkreis Altenburger Land in Thüringen.

## Lage
Das in Altkirchen übernommene Dorf befindet sich im nordwestlichen Teil der Agglomeration des Hauptortes am Gnadschützer Weg, der an die Landesstraße 1361 (Schmölln-Meuselwitz) anbindet. Der Gemeindeteil liegt nördlich der Blauen Flut.

## Geschichte
Das Dorf wurde erstmals zwischen 1181 und 1214 urkundlich erwähnt. Gnadschütz wurde 1288 vom Burggrafen von Altenburg größtenteils an das Bergerkloster verschenkt. Im Jahr 1445 wurden sechs Bauernhöfe genannt.
Nach der Säkularisation des Bergerklosters im 16. Jahrhundert gehörte Gnadschütz zum wettinischen Amt Altenburg, welches ab dem 16. Jahrhundert aufgrund mehrerer Teilungen im Lauf seines Bestehens unter der Hoheit folgender Ernestinischer Herzogtümer stand: Herzogtum Sachsen (1554 bis 1572), Herzogtum Sachsen-Weimar (1572 bis 1603), Herzogtum Sachsen-Altenburg (1603 bis 1672), Herzogtum Sachsen-Gotha-Altenburg (1672 bis 1826). Bei der Neuordnung der ernestinischen Herzogtümer im Jahr 1826 kam der Ort wiederum zum Herzogtum Sachsen-Altenburg. Das ehemalige Dorf verschmolz im 19. Jahrhundert genau wie Köthenitz mit Altkirchen.
Nach der Verwaltungsreform im Herzogtum gehörte Gnadschütz bezüglich der Verwaltung zum Ostkreis (bis 1900) bzw. zum Landratsamt Ronneburg (ab 1900). Gnadschütz gehörte ab 1918 zum Freistaat Sachsen-Altenburg, der 1920 im Land Thüringen aufging. 1922 kam es zum Landkreis Altenburg.
Bei der zweiten Kreisreform in der DDR wurden 1952 die bestehenden Länder aufgelöst und die Landkreise neu zugeschnitten. Somit kam Gnadschütz als Gemeindeteil von Altkirchen mit dem Kreis Schmölln an den Bezirk Leipzig; jener gehörte seit 1990 als Landkreis Schmölln zu Thüringen und ging bei der thüringischen Kreisreform 1994 im Landkreis Altenburger Land auf. Am 1. Januar 2019 wurde Altkirchen mit Gnadschütz in die Stadt Schmölln eingemeindet. In der Gegenwart besteht Gnadschütz aus vier Bauernhöfen. Dazu kommen allerdings noch etwa 20 weitere Häuser und fünf zu DDR-Zeiten errichtete Mehrfamilienhäuser. So wohnen in dem Ort heute ungefähr 100 Menschen.

## Einwohnerzahl
- 1580 - 012[7]
- 1672 - 024[7]
- 1833 - 176[7]
- 1871 - 206[7]